# Cambará do Sul
Cambará do Sul est une ville brésilienne du nord-est de l'État du Rio Grande do Sul.
Son territoire possède quelques merveilles naturelles telles que les canyons d'Itaimbezinho, de Fortaleza, de Churriado, Malacara, Corujão et Rio-Leão. Le premier se trouve dans le Parc national de Aparados da Serra ; les autres dans le Parc national de la Serra Geral.